# Cục Kế hoạch và tài chính, Bộ Công an (Việt Nam)
Cục Kế hoạch và Tài chính  trực thuộc Bộ Công an Việt Nam là cơ quan chuyên môn có chức năng tham mưu, giúp Bộ Công an thực hiện chức năng quản lý nhà nước về tài chính; ngân sách nhà nước; thuế, phí, lệ phí và thu khác của ngân sách nhà nước; tài sản nhà nước; các quỹ tài chính nhà nước; đầu tư tài chính; tài chính doanh nghiệp; kế toán; kiểm toán độc lập; giá và các hoạt động dịch vụ tài chính tại các đơn vị trong lực lượng Công an theo quy định của pháp luật.

## Lịch sử
Ngày 18 tháng 4 năm 1946,  Bộ Nội vụ ra Nghị định số 121-NV/NĐ về tổ chức Việt Nam Công an vụ có 3 cấp. Trong đó có Phòng Tài vụ trực thuộc Bộ. Mãi về sau mới đổi thành Vụ Tài vụ trực thuộc Bộ Công an.
Năm 2009, đổi tên thành Cục Tài chính trực thuộc Bộ Công an
Theo Nghị định số 01/NĐ-CP ngày 6 tháng 8 năm 2018 quy định về chức năng, nhiệm vụ, quyền hạn và cơ cấu tổ chức bộ máy của Bộ Công an: Cục Kế hoạch và Tài chính được thành lập trên cơ sở sáp nhập giữa Cục Kế hoạch và Đầu tư với Cục Tài chính.

## Nhiệm vụ
- Quản lý ngân sách nhà nước, thuế, phí, lệ phí và thu khác của ngân sách nhà nước.
- Quản lý vốn đầu tư phát triển.
- Quản lý tài sản nhà nước tại các đơn vị cơ sở.
- Quản lý các quỹ tài chính nhà nước.
- Quản lý tài chính doanh nghiệp.
- Quản lý giá và thẩm định giá.

## Lãnh đạo hiện nay
- Cục trưởng: Thiếu tướng Phạm Trường Giang, Bí thư Đảng ủy Cục
- Phó Cục trưởng: Thiếu tướng Nguyễn Đình Lùng, Phó Bí thư Đảng ủy Cục
- Phó Cục trưởng: Thiếu tướng Nguyễn thị Kim Dung
- Phó Cục trưởng: Đại tá Nguyễn Văn Thập
- Phó Cục trưởng: Đại tá Phạm Minh Tiến

## Tổ chức
- Phòng Kế hoạch tài chính
- Phòng Kế hoạch ngân sách
- Phòng Hành chính - Hậu cần
- Phòng Kế toán
- Phòng Đầu tư
- Phòng Thuế
- Phòng Công nghệ thông tin
- Phòng Quản lý ngân sách
- Phòng Quản lý giá
- Phòng Ngân sách
- Phòng Ngân sách doanh nghiệp
- Ban Tài chính
- Ban Chính trị
- Phòng Tổng hợp
- Phòng Tiêu chuẩn định mức
- Phòng Kế hoạch đầu tư trang thiết bị
- Phòng Kế hoạch đầu tư xây dựng cơ bản
- Phòng Thẩm định và giám sát, đánh giá đầu tư
- Phòng Quản lý đấu thầu

## Hệ thống cơ quan tài chính trong công an nhân dân
• Cục Kế hoạch và Tài chính (Bộ Công an)
• Phòng Tài chính (Công an cấp tỉnh/thành phố trực thuộc Trung ương)

## Cục trưởng qua các thời kỳ
- 10.2015 - 4.2023, Trung tướng Trịnh Ngọc Bảo Duy
- 4.2023 - 11.2023, Thiếu tướng Phạm Trường Giang
- 11.2023 - 25.12.2023, Trung tướng Nguyễn Tuấn Anh
- 12.2023 - nay, Thiếu tướng Phạm Trường Giang, nguyên Cục trưởng Cục Cảnh sát Phòng cháy chữa cháy và Cứu nạn cứu hộ, Bộ Công an Việt Nam.